# Turnix castanote
Turnix castanotus
Espèce
Statut de conservation UICN

 LC  : Préoccupation mineure
Le Turnix castanote (Turnix castanotus) est une espèce d'oiseaux de la famille des Turnicidae.

## Description
Il ressemble à la caille à laquelle il n'est pas apparenté.

## Répartition
Cet oiseau vit dans le Nord de l'Australie. 

## Systématique
C'est une espèce monotypique.